# Dolmen

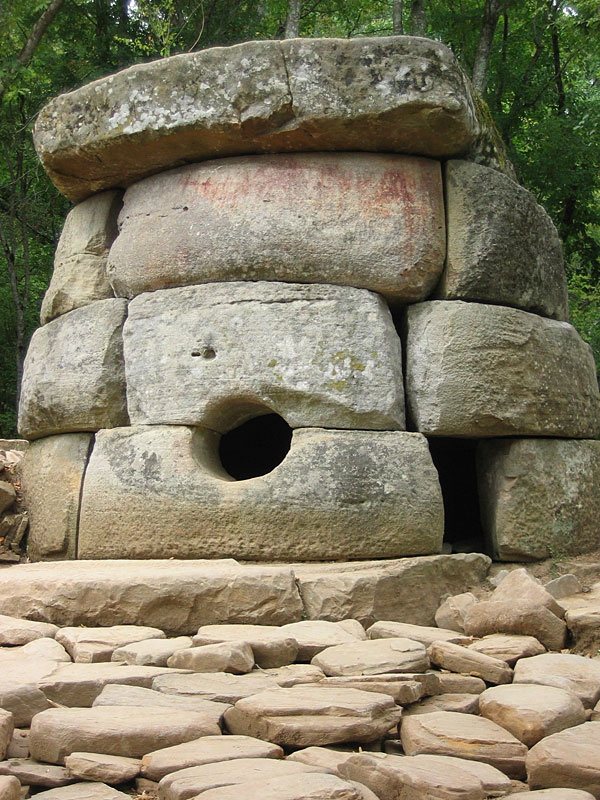
Dolmen din Rusia

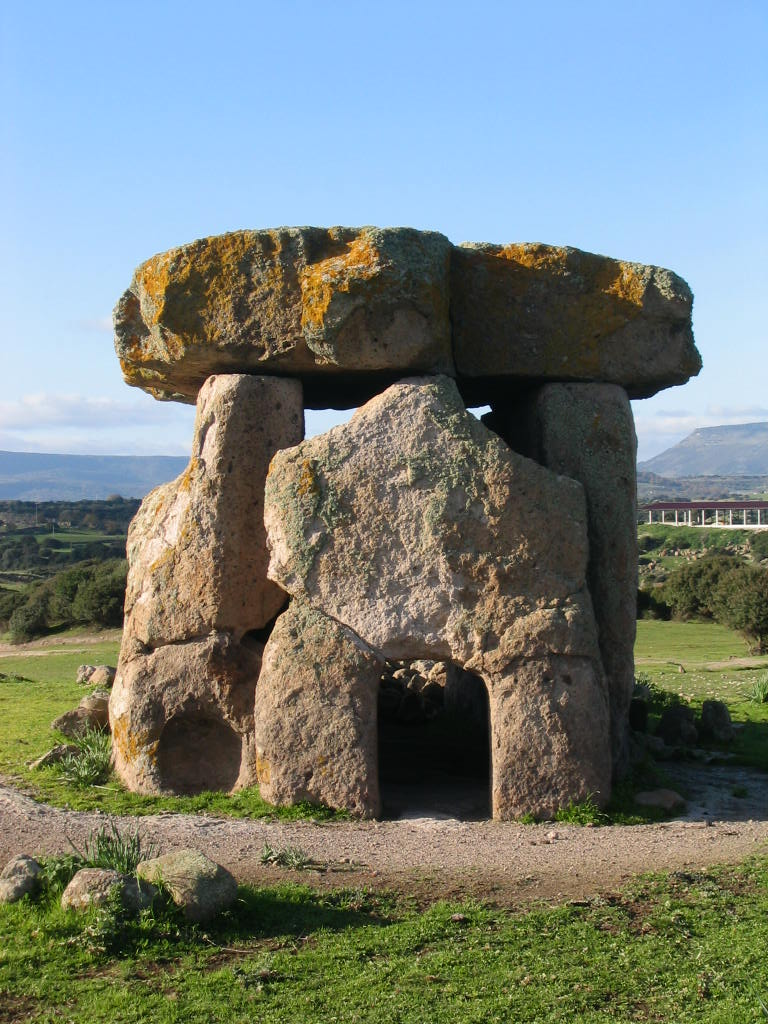
Dolmenul Sa Coveccada
(Mores, Sardinia, Italia)

Dolmen (fr. dolmen, cf. celt. tolmen – masă de piatră) este un monument funerar megalitic, alcătuit dintr-o piatră plată așezată orizontal pe două sau mai multe pietre verticale, acoperind o cameră sepulcrală.

## Generalități
În afară de construcțiile singulare (Keriaval/Carnac, Mane-Groh din Franța), cu sau fără coridor de acces, compartimentate sau cu transept, există și unele dolmene care se prelungesc de-a lungul a mai multor zeci de metri, formând așa-numitele „alei acoperite” (în franceză allées couvertes; în engleză gallery grave), așa cum este marele dolmen de la Antequera, în Andaluzia (Spania). Aceste morminte monumentale, utilizate în Rusia, Asia și în Europa de vest și nord-vest, erau de multe ori ridicate în vederea înhumărilor colective, cel mai adesea ale mai marilor vremii, din mileniile V - II î. Chr.

## Etimologie

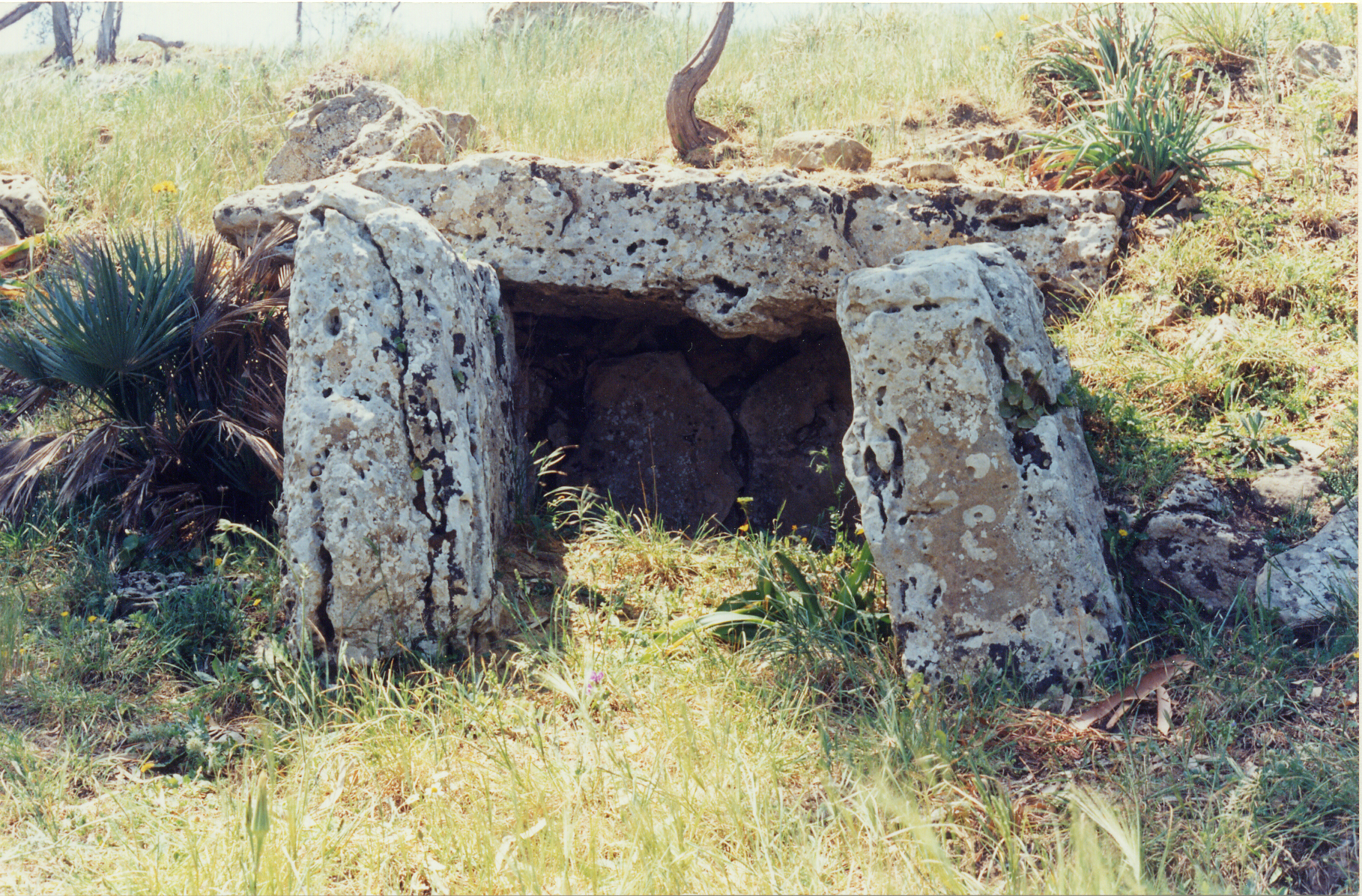
Dolmen situat pe Monte Bubbonia (Sicilia)

Cuvântul din română dolmen este un împrumut din franceză dolmen, care, la rândul său, provine din cuvintele din bretonă taol, tol: „masă” și men: „piatră”.